# François Nicoullaud
Pour les articles homonymes, voir Nicoullaud.
François Pierremarie Nicoullaud, né le 24 juillet 1940 à Port Suez (Égypte) et mort le 20 mars 2021 à Paris 15e,, est un diplomate et analyste politique français.

## Biographie
François Pierremarie Nicoullaud fait des études à l'Institut d'études politiques de Paris (diplôme en 1961) et entre au ministère des Affaires étrangères en 1964. Il est élève de l'École nationale d'administration (promotion François-Rabelais, 1970-1973).
De 1964 à 2005, Il fait une carrière diplomatique où il occupe notamment à l'étranger les postes de deuxième secrétaire d'ambassade à Santiago du Chili (1973-1975) chef de cabinet du général gouverneur militaire français de Berlin (1975-1978), consul général à Bombay (1986-1988), ambassadeur à Budapest (1993-1997), ambassadeur à Téhéran (2001-2005).
En France, il sert notamment à la sous-direction des questions atomiques et spatiales (1978-1981), au cabinet de Pierre Joxe, ministre de l'Intérieur (1988-1991, conseiller diplomatique), puis ministre de la Défense (1991-1993, directeur du cabinet civil et militaire). En 1998, il est chargé de mettre en œuvre  l'intégration du ministère de la Coopération au ministère des Affaires étrangères. Il est alors nommé directeur général de la coopération internationale et du développement. À ce titre, il préside le conseil d’administration de l’Agence pour l'enseignement français à l'étranger et siège au conseil d'administration de l'Agence française de développement (1998-2000). De juillet 2000 à mars 2001 il est conseiller diplomatique du Gouvernement.
Engagé dans la vie syndicale et associative, il est un des premiers animateurs du syndicat CFDT des Affaires étrangères et un des auteurs en 1985 du « Manifeste pour un ministère des relations extérieures moderne et démocratique » MODDEX. Il est également membre actif de l'association Français du monde, association reconnue d’utilité publique qu'il préside de 2005 à 2009. Il siège de 2005 à 2013 à l'Assemblée des Français de l'étranger au titre des personnalités qualifiées désignées par le ministre des Affaires étrangères.
De 2014 à 2018, il enseigne à la Paris School of International Affairs (PSIA), créée par Sciences Po Paris.
Il publie de nombreux articles dans la presse française et étrangère sur l'Iran et son environnement.

## Publications
- Le Turban et la Rose, journal inattendu d’un ambassadeur en Iran, Ramsay, 2006  (ISBN 978-2-8411-4824-0)